# 南大膳镇
南大膳镇，是中华人民共和国湖南省益阳市沅江市下辖的一个乡镇级行政单位。

## 行政区划
南大膳镇下辖以下地区：
南大社区、南丰垸村、镇郊村、晓螺丝湖村、众兴村、牛洲村、西福垸村、义南村、南大河村、三新村、康宁垸村、互英村、小波村、合利红村、堵堤村、永东村、华丰垸村、灵官咀村、华胜村、双丰村、北岭村、南渔口村、南京垸村、东浃村、石剅口村、永胜村、北大市村、大东口村、高丰渔村、北大渔村和东湖渔村。